# Германия на зимних Паралимпийских играх 2014
Германия на зимних Паралимпийских играх 2014 года представлена 13-ю спортсменами в 2 видах спорта. В 2010 году сборная Германии стала победителем в неофициальном командном зачёте.

## Медали
| Золото |                   |                                                     |         |
| №      | Спортсмены        | Вид спорта (дисциплина)                             | Дата    |
| 1      | Андреа Эскау      | Биатлон (женщины, 6 км, сидя)                       | 8 марта |
| 2      | Анна Шаффельхубер | Горнолыжный спорт (женщины, скоростной спуск, сидя) | 8 марта |

| Медали по видам спорта | Медали по видам спорта | Медали по видам спорта | Медали по видам спорта | Медали по видам спорта |
| ---------------------- | ---------------------- | ---------------------- | ---------------------- | ---------------------- |
| Вид спорта             | 1                      | 2                      | 3                      | Итого                  |
| Биатлон                | 1                      | 0                      | 0                      | 1                      |
| Горнолыжный спорт      | 1                      | 0                      | 0                      | 1                      |
| Всего                  | 2                      | 0                      | 0                      | 2                      |

| Медали по дням | Медали по дням | Медали по дням | Медали по дням | Медали по дням | Медали по дням | Медали по дням |
| -------------- | -------------- | -------------- | -------------- | -------------- | -------------- | -------------- |
| День           | Дата           | 1              | 2              | 3              | Итого          |                |
| День 1         | 8 марта        | 2              | 0              | 0              | 2              |                |
| Всего          | Всего          | 2              | 0              | 0              | 2              |                |

## Состав и результаты

### Биатлон
Мужчины
| Соревнование | Класс | Спортсмены   | Стрельба | Время   | Место |
| ------------ | ----- | ------------ | -------- | ------- | ----- |
| 7,5 км       | Сидя  | Мартин Фляйг | 0+1      | 23:20,0 | 9     |

Женщины
| Соревнование | Класс | Спортсмены   | Стрельба | Время   | Место |
| ------------ | ----- | ------------ | -------- | ------- | ----- |
| 6 км         | Сидя  | Андреа Эскау | 0+0      | 19:12,4 | 1     |
| 6 км         | Сидя  | Аня Виккер   | 0+1      | 19:57,1 | 6     |

### Горнолыжный спорт
Женщины
| Соревнование     | Класс | Спортсмены        | Скоростной спуск/ 1 спуск | Скоростной спуск/ 1 спуск | Слалом/ 2 спуск | Слалом/ 2 спуск | Всего   | Место |
| Соревнование     | Класс | Спортсмены        | Время                     | Место                     | Время           | Место           | Всего   | Место |
| ---------------- | ----- | ----------------- | ------------------------- | ------------------------- | --------------- | --------------- | ------- | ----- |
| Скоростной спуск | Стоя  | Андреа Ротфусс    | н/д                       | н/д                       | н/д             | н/д             | DNF     | —     |
| Скоростной спуск | Сидя  | Анна Шаффельхубер | н/д                       | н/д                       | н/д             | н/д             | 1:35,55 | 1     |
| Скоростной спуск | Сидя  | Анна-Лена Форстер | н/д                       | н/д                       | н/д             | н/д             | 1:39,71 | 4     |